# Marcos Carneiro
Marcos Carneiro de Mendonça (ur. 25 grudnia 1894, zm. 19 października 1988) – brazylijski piłkarz znany jako Marcos, Marcos Carneiro lub Marcos de Mendonça, bramkarz. Wzrost 187 cm.
Urodzony w leżącym w stanie Minas Gerais mieście Cataguases Marcos karierę piłkarską rozpoczął w 1910 roku w klubie Haddock Lobo Rio de Janeiro. Klub ten z powodu kłopotów finansowych włączony został w 1911 roku w skład klubu America Rio de Janeiro. Razem z klubem América Marcos zdobył w 1913 roku mistrzostwo stanu Rio de Janeiro.
Marcos zadebiutował w reprezentacji Brazylii 21 lipca 1914 roku w wygranym 2:0 meczu z odbywającym tournée po Ameryce Południowej angielskim klubem Exeter City. W tym samym roku został graczem klubu Fluminense FC, w którym grał do 1928 roku. Wraz z Fluminense trzy razy z rzędu wygrał Campeonato Carioca – w 1917, 1918 i 1919 roku. Łącznie w barwach „Flu” Marcos rozegrał 127 meczów, tracąc w nich 164 bramki.
Jako piłkarz klubu Fluminense wziął udział w turnieju Copa América 1916, gdzie Brazylia zajęła trzecie miejsce. Marcos zagrał tylko w meczu z Chile, w którym przepuścił jedną bramkę. W pozostałych spotkaniach bronił Casemiro Amaral. Casemiro pozostał głównym bramkarzem reprezentacji także podczas Copa América 1917, gdzie Marcosa nie było nawet w kadrze.
Wciąż jako gracz Fluminense wziął udział w turnieju Copa América 1919, gdzie Brazylia zdobyła mistrzostwo Ameryki Południowej. Marcos zagrał we wszystkich czterech meczach – z Chile, Argentyną (stracił 1 bramkę), Urugwajem (stracił 2 bramki) oraz decydującym o mistrzowskim tytule barażu z Urugwajem.
Marcos był w kadrze podczas turnieju Copa América 1921, gdzie Brazylia została wicemistrzem Ameryki Południowej. Nie zagrał w żadnym meczu, gdyż podstawowym bramkarzem był Júlio Kuntz.
Ostatni raz Marcos pojawił się w kontynentalnych mistrzostwach podczas turnieju Copa América 1922, gdzie Brazylia drugi raz zdobyła mistrzostwo Ameryki Południowej. Marcos zagrał w 2 meczach – z Chile (stracił 1 bramkę) i z Paragwajem (stracił 1 bramkę). W pozostałych meczach brazylijskiej bramki strzegł Kuntz.